# Alan Luke
Alan Francis Luke (* 17. Juni 1959 in Amersham) ist ein ehemaliger britischer Eisschnellläufer und Shorttracker.
Luke, der für den Aldwych Speed Club aus Guildford startete, nahm im Eisschnelllauf von 1980 bis 1982 an internationalen Wettbewerben teil. Dabei kam er bei der Mehrkampfeuropameisterschaft 1981 in Deventer auf den 29. Platz und bei der Mehrkampfweltmeisterschaft 1981 in Oslo auf den 33. Rang im Großen Vierkampf. Bei seiner einzigen Teilnahme an Olympischen Winterspielen im Februar 1980 in Lake Placid belegte er den 34. Platz über 1500 m und den 26. Rang über 5000 m. Im Shorttrack gewann er bei der Shorttrack-Weltmeisterschaften 1978 in Solihull die Goldmedaille und bei der Shorttrack-Weltmeisterschaften 1979 in Québec die Bronzemedaille mit der Staffel.

## Persönliche Bestzeiten
| Disziplin | Zeit         | Datum             | Ort                  |
| --------- | ------------ | ----------------- | -------------------- |
| 500 m     | 42,19 s      | 26. Dezember 1979 | Inzell               |
| 1000 m    | 1:24,41 min  | 29. Januar 1980   | Heerenveen           |
| 1500 m    | 2:06,37 min  | 11. Januar 1981   | Madonna di Campiglio |
| 3000 m    | 4:25,40 min  | 24. Februar 1982  | Inzell               |
| 5000 m    | 7:34,49 min  | 2. Januar 1982    | Inzell               |
| 10.000 m  | 15:35,74 min | 6. März 1982      | Inzell               |